# سيسيل ديكسون
سيسيل ديكسون (بالإنجليزية: Cecil Dixon)‏ (28 مارس 1935 في المملكة المتحدة - ) هو لاعب كرة قدم بريطاني في مركز الهجوم. لعب مع كارديف سيتي ونادي نورثامبتون تاون ونيوبورت كونتي وTrowbridge Town F.C. ‏.